# Сповідь (Руссо)
Сповідь (фр. Les Confessions) — автобіографія, написана французьким філософом, письменником і композитором Жаном-Жаком Руссо (1712-1778). Твір складається з двох по шість частин. У ньому загалом близько семисот сторінок і близько шестисот персонажів.

## Історія
Руссо покинув прусське князівство Невшатель після того, як його освистали та побили шибки місцеві жителі. Його запросив шотландський філософ-просвітитель Девід Юм, який тимчасово перебував у Парижі. Кілька тижнів потому прибула Тереза Левасер з Джеймсом Босвеллом.
Перший том Руссо написав у Вуттон-Холі, під час свого перебування у Стаффордширі, Англія (1766-1767). Після неприємної сварки з Юмом Руссо виїхав до Франції. У 1769 році він працював над другим томом у Мобеку (Ізер).
Повернувшись у Париж, Руссо читав свої «Сповіді», в яких він був безжальним. Мадам Епіне була стурбована своєю репутацією і подала на нього заяву в поліцію. Руссо був змушений припинити свої годинні лекції.

## Зміст і стиль

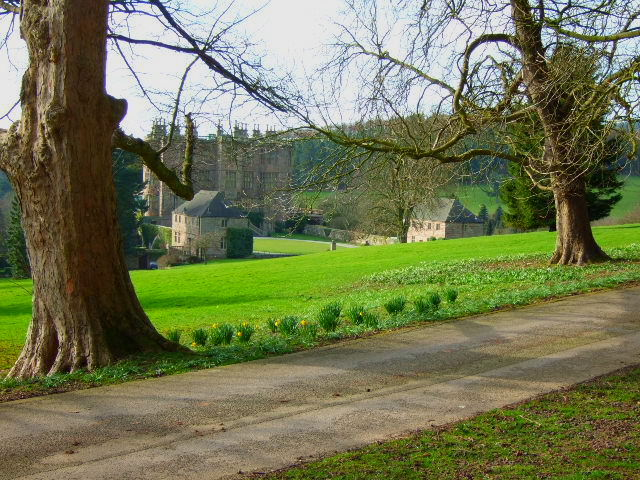
Вуттон Хол, де жив і працював Руссо, зруйновано

У "Сповіді" Руссо описує більшу частину свого життя, починаючи з дитинства, свого досвіду спілкування з гомосексуалом у Турині, де він намагався спокушати перехожих жінок у провулку, щоб відшмагати їх. Він насолоджувався покаранням і соромом. Потім ідеться про його зустріч з мадам де Варенс в Ансі, роки успіху в Парижі та Монморансі, втечу до Мотьє та Англії, а також перші роки після повернення до Франції, аж до читань. Останні 12 років не описані.
Для свого часу це дуже відвертий твір, який сьогодні можна назвати документом его чи літературою-сповіддю. Вона містить самоаналіз і має характер виправдання. Це показує, як хлопець, який «ні на що не годився», став автором Дискурсу про нерівність та Еміля або про освіту. Руссо висловив жаль з приводу того, що віддав п'ятьох дітей у будинок для підкидних, назвавши це «фатальною поведінкою».

## Критика
"Жодна інша сучасна книга не дає такої відвертої картини внутрішнього сум'яття епохи Просвітництва. Ніхто, окрім Монтеня, яким дуже захоплювався Руссо, не писав так відверто про свої - в тому числі сексуальні - примхи".
"Автобіографія Руссо є вираженням мегаломаніакальної сповідальної ревності, - зазначають критики. Перше речення є репрезентативним для того, що далі: на думку серйозних дослідників, вкрай ненадійна, а часом навіть брехлива розповідь про життя цікавого божевільного, як називала Руссо одна з його коханок. Після піднесеного початку Руссо безсоромно перераховує все, що він робив, що так виразно відрізняє його від однолітків: мастурбація, подружня зрада, вуайєризм, садомазохізм і відвідування повій. Висловлюй себе, незважаючи на те, як, здається, є його гаслом".
Для Руссо було характерно, що він завжди намагався виправдати себе, тому Філіп Блом називає книгу настільки ж небезпечною, наскільки і захоплюючою. Лео Дамрош називає твір апологетами його чесності. Сам Руссо пише, що хотів навести факти і показати своє внутрішнє "я".